# 过一硫酸氢钾
过一硫酸氢钾复合盐（potassium peroxymonosulfate）又称卡卢酸钾（potassium caroate），简称过一硫酸氢钾、过硫酸氢钾，化学式为2KHSO5·KHSO4·K2SO4。
它是过一硫酸氢钾、硫酸氢钾和硫酸钾组成的复盐，商品名为Caroat或Oxone，常用作有机合成中的氧化剂，且广泛用于清洗，其可美白义齿，消毒游泳池，用于微电子制造的清洁芯片。
过一硫酸氢根离子与硫酸氢根离子的半反应的标准电极电势值为-1.44V：
HSO4−  +  H2O  →  HSO5− +  2 H+  +  2 e−
用过一硫酸氢钾复合盐可将吖啶氧化为吖啶-N-氧化物：
氧化硫醚时的中间产物亚砜较不易被转化为砜，因此与硫醚以1:1计量反应得到亚砜，以2:1计量得到砜：